# Mingqi

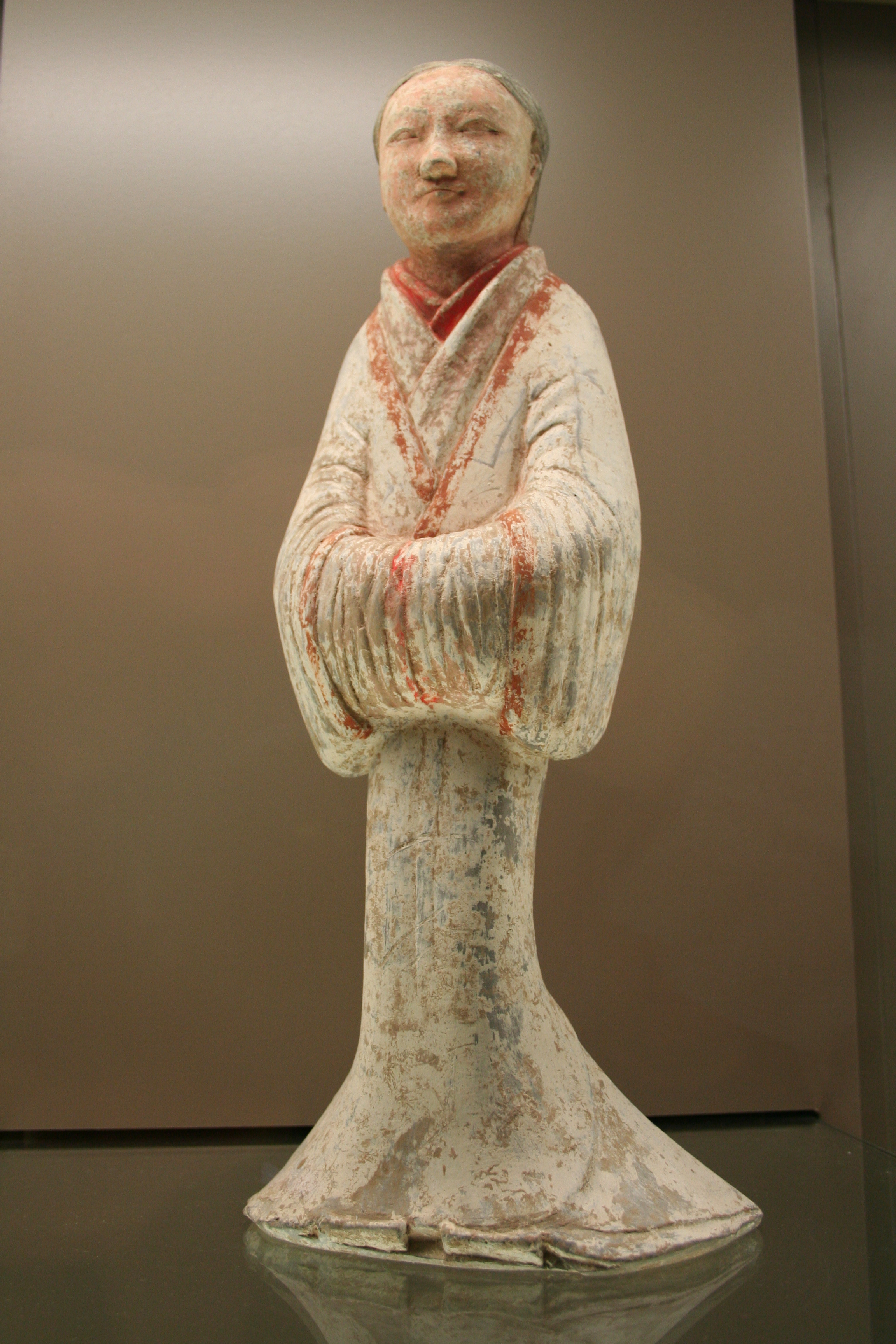
Figura Terra cotta da Shaanxi, periodo degli Han occidentali (206 a.C. – 9 d.C.)

I mingqi (cinese: 冥器T, 明器S, míngqìP), talvolta designati come "oggetti degli spiriti" o "vasi per i fantasmi", sono oggetti funebri cinesi. Essi includevano utensili quotidiani, strumenti musicali, armi, armature e oggetti intimi come il berretto, il bastone e la stuoia di bambù. I mingqi potevano includere anche figurine, rappresentazioni spirituali piuttosto che persone reali, di soldati, domestici, musicisti, cavalieri di polo, case e cavalli. L'uso estensivo di mingqi durante certi periodi può essere stato un tentativo di preservare l'immagine della proprietà rituale tagliando i costi, o può esprimere una nuova idea separando il regno dei morti da quello dei vivi.

## Scopo
I mingqi servivano a fornire ai defunti le necessità e i conforti nell'aldilà. Si diceva che il po del defunto rimanesse nel regno della tomba mentre lo hun ascendeva al cielo. Per placare e rendere degno il po del defunto, i mingqi ritenuti rilevanti e amati dal defunto erano collocati nella sua tomba. Allo scopo di porre i mingqi nella tomba, gli uomini, secondo l'ideale confuciano, stavano armonizzando il cosmo creando un equilibrio per il conforto del defunto che era consolato anche in cielo.